# 宝島港
宝島港（たからじまこう）は、鹿児島県鹿児島郡十島村にある地方港湾。港湾管理者は十島村。統計法に基づく港湾調査規則では乙種港湾に分類されている。

## 概要
トカラ列島の宝島の東南岸に位置する港湾で東シナ海に面している。島内ではせんご泊とも呼ばれる。1979年に宝島港改修事業が着工され、岩礁を掘り込み建設された。村営航路は前籠漁港を発着するが、冬期の北風の強い荒天時など、天候・海況によっては補完港として当港が利用されている。
2015年度の発着数は232隻（320,010総トン）、利用客数は2,816人（乗込人員1,102人、上陸人員1,714人）である。

## 航路

### 村営航路
- 鹿児島港（本港区南埠頭） - 口之島 - 中之島（中之島港） - 平島 - 諏訪之瀬島（切石港または元浦港） - 悪石島（やすら浜港） - 小宝島（小宝島港） - 宝島（前籠漁港または宝島港） - 奄美大島（名瀬港）

十島村が運航するフェリーとしまが前籠漁港が利用出来ない場合に補完港として利用する。また、十島村が保有する高速観光船「ななしま2」のチャーター運航での利用も可能である。

## 港湾施設
島の東南岸に建設されており、岸壁となる突堤が設けられている。